# Amazed
Az Amazeda Lonestar együttes 1999-ben megjelent lírai balladájának 2002-es verziója Bonnie Tyler feldolgozásában a Prágai Filharmonikus Zenekar közreműködésével. A 2002/2003-ban megjelent Heart & Soul / Heartstrings című albumról elsőként kimásolt kislemezdal, amely Bonnie Tyler első kislemeze az új évezredből. A dal mérsékelt sikert aratott és az Euro Airplay Chart 157. helyén debütált.

## Toplista
| Amazed single           | Legjobb helyezés |
| ----------------------- | ---------------- |
| Euro Airplay Chart 2003 | 157              |